# Marjory Gordon
Marjory Gordon (* 10. November 1931; † 29. April 2015 in Boston) war eine US-amerikanische Pflegewissenschaftlerin und Professorin des Boston College in Massachusetts.

## Leben und Karriere
Marjory Gordon war eine der Begründerinnen der Pflegediagnostik und die erste Präsidentin von NANDA International sowie Vorsitzende des Pflegediagnosen-Entwicklungskommittes (Diagnosis Development Committee DDC). Sie führte vielfältige Studien zu Pflegediagnosen und zu Klinischer Entscheidungsfindung durch. Sie galt international als gesuchte Gastreferentin zu Pflegediagnosen, Pflegeassessment und Klassifikationen.
Marjory Gordon entwickelte das Pflegebewertungssystem der Functional Health Patterns (FHP), das Pflegende beim Stellen genauer Pflegediagnosen unterstützt. Dank der wissenschaftlichen Fundiertheit und Praxisnähe wurde das FHP-Assessment in über zehn Sprachen übersetzt und weltweit zusammen mit Pflegediagnosen der NANDA International angewendet.
Gordon wurde im Jahr 2009 von der American Academy of Nursing für ihr Lebenswerk mit der Auszeichnung Living Legend geehrt. Sie wurde im deutschsprachigen Raum durch Bücher, Workshops und Interviews bekannt.

## Veröffentlichungen
- J. Georg, M. Gordon, M. Müller Staub: Pflegediagnosen sind die Zukunft. In: Pflege Aktuell. Band 59, Nr. 6, 2005, S. 354–357.
- J. Georg, M. Müller Staub (Hrsg.): Arbeitsbuch Pflegediagnostik: Pflegerische Entscheidungsfindung, kritisches Denken und diagnostischer Prozess – Fallstudien und -analysen. Huber, Bern 2007.
- M. Gordon: Assess Notes: Nursing assessment and diagnostic reasoning. F.A. Davis, Philadelphia 2008.
- M. Gordon, M. Müller Staub, J. Georg: Bewusstsein für den pflegediagnostischen Prozess entwickeln. In: Krankenpflege. Band 4, Nr. 98, 2005, S. 14–16.
- M. Gordon, M. Müller-Staub, J. Georg: Pflegediagnosen aktuell. In: NOVA. Band 4, 2005, S. 18–20.
- M. Müller Staub, J. Georg: Ohne Pflegediagnosen verschwindet die Pflege: Interview mit M. Lunney. In: Krankenpflege. Band 99, Nr. 11, 2006, S. 20–23.
- M. Müller-Staub: Fachtagung zum Thema "Pflegediagnostik – Einführung und Umsetzung": Für mehr Qualität im Pflegeprozess. In: Pflegezeitschrift. Band 61, Nr. 2, 2008, S. 68–69.
- M. Müller-Staub, J. Georg, M. Gordon: Interview mit Dr. Marjory Gordon. In: Printernet: Die wissenschaftliche Fachzeitschrift für die Pflege. Band 7, Nr. 3, 2005, S. 189–191.
- M. Müller-Staub, I. Needham, M. Odenbreit, M. A. Lavin, T. van Achterberg: Eine Studie zur  Einführung von NANDA-I Pflegediagnosen, Pflegeinterventionen und pflegesensiblen Patientenergebnissen. In: Pflegewissenschaft. Band 11, Nr. 12, 2009, S. 688–696.
- M. Müller-Staub, A. Reithmayer, D. Hofstetter: DRG – Pflegediagnosen als Chance. In: Krankenpflege. Band 102, Nr. 11, 2009, S. 18–21.
- E. Schönau, C. Heering: Evidenz-basierte Pflege und diagnostische Genauigkeit in der elektronischen Pflegedokumentation. In: Pflegewissenschaft. Band 11, Nr. 1, 2009, S. 58–60.